# Charles Howard, 1:e earl av Carlisle
Charles Howard, 1:e earl av Carlisle, född 1629, död 1685 på Castle Howard. 
Charles Howard var kapten för Oliver Cromwells livvakt på 1650-talet. Han var dessutom parlamentsledamot i olika omgångar under samma period. Runt 1660 arbetade han ivrigt för restaurationen av kungadömet och belönades med att väljas in i Privy Council 1660. Charles Howard fungerade dessutom som lordlöjtnant för Westmorland mellan 1660 och 1685.
1663-64 och 1668 hade earl Carlisle diplomatiska uppdrag i Sverige. Han var också guvernör för Jamaica mellan 1677 och 1681. 
Howard var son till sir William Howard och sonsonson till lord William Howard. Han gifte sig med Anne Howard (död 1696), dotter till Edward Howard, baron Howard av Escrick.

## Barn
- Edward Howard, 2:e earl av Carlisle (1646-1692) , gift med Elizabeth Uvedale (1646-1696)
- Lady Mary Howard (d. 1708) , gift med Sir John Fenwick
- Lady Ann Howard , gift med Richard Graham, Viscount Preston
- Lady Catherine Howard (d. 1684)
- Hon. Frederick Christian Howard (1664-1684)